# Заяр
Заяр — хутор в Среднеахтубинском районе Волгоградской области. Входит в состав Красного сельского поселения.

## География
Находится Заяр возле рукава Волги Ахтуба. 
Уличная сеть
| - ул. Больничная - ул. Желанная - ул. Калининская - ул. Кордон Суходол - ул. Лесная - ул. Лесхоз - ул. Набережная - ул. Новогодняя | - ул. Новоселов - ул. Овражная - ул. Парниковая - ул. Песчаная - ул. Подгорная - ул. Почтовая - ул. Прифермерская - ул. Речная | - пер. Заярский - пер. Лазоревый - пер. Садовый |

Географическое положение
Расстояние до:
районного центра Средняя Ахтуба: 5 км.
областного центра Волгоград: 32 км.
Ближайшие населённые пункты
Калинина 2 км, Стандартный 2 км, Красный Сад 3 км, Средняя Ахтуба 4 км, Первомайский 5 км, Куйбышев 6 км, Заплавное 6 км, Ленинский район, Максима Горького 7 км, Рыбак 7 км, Ленинский район, Ясная Поляна 7 км, Кочетково 8 км, Суходол 9 км, Восьмое Марта 9 км, Ленинский район, Шумроватый 9 км, Колхозная Ахтуба 10 км, Каширин 10 км, Стахановец 11 км, Красный 11 км, Киляковка 12 км, Новенький 13 км, Чапаевец 13 км, 

## Население
| 2010 |
| ---- |
| 147  |

## Транспорт
Находится у региональной дороги 18Р-1 Волгоград — Астрахань